# Punaauia
Punaauia és un municipi de la Polinèsia Francesa, situat a l'illa de Tahití, que es troba a les Illes del Vent (arxipèlag de les Illes de la Societat. Té 25.441 habitants i forma part de l'aglomeració de Papeete. Limita amb els municipis de Faʼaʼa, Pirae, Mahina, Hitiaʼa O Te Ra, Papara i Paea.

## Administració
| Període | Identitat      | Partit                  |
| ------- | -------------- | ----------------------- |
| 2008-   | Ronald Tumahai | Te Hotu Rau No Punaauia |

## Agermanament
- Dumbéa (Nova Caledònia)